# Axel Williams
Axel Williams (3 de diciembre de 1983) es un futbolista de la Polinesia Francesa que juega como delantero en el MP United FC del Campeonato de fútbol de las Islas Marianas del Norte.

## Carrera
Debutó en el AS Pirae, donde jugó hasta que en 2010 fue transferido al AS Tefana.

### Clubes
| Clubt        | País                     | Año               |
| ------------ | ------------------------ | ----------------- |
| AS Pirae     | Polinesia Francesa       | 2003 - 2007       |
| AS Tefana    | Polinesia Francesa       | 2008 - 2014       |
| Al-Fayha     | Arabia Saudita           | 2015 - 2017       |
| DPMM FC      | Brunéi                   | 2018              |
| MP United FC | Islas Marianas del Norte | 2019 - actualidad |

### Selección nacional
Jugó 4 partidos representando a Tahití en los Juegos del Pacífico Sur 2007, donde convirtió 2 goles.